# Uda, Nara
Uda (宇陀市 Uda-shi) là một thành phố thuộc tỉnh Nara, Nhật Bản.